# 58. ročník udílení Zlatých glóbů
58. ročník udílení Zlatých glóbů probíhal dne 21. ledna 2001. Nominace byly oznámeny dne 21. prosince 2000.

## Vítězové a nominovaní

### Filmové počiny.
| Nejlepší film (drama) | Nejlepší film (komedie / muzikál) |
| --- | --- |
| Gladiátor - Billy Elliot - Erin Brockovich - Sluneční jas - Traffic – nadvláda gangů - Skvělí chlapi | Na pokraji slávy - Nejlepší show - Slepičí úlet - Čokoláda - Bratříčku, kde jsi? |
| Nejlepší herec (drama) | Nejlepší herečka (drama) |
| - Tom Hanks jako Chuck Noland – Trosečník - Russell Crowe jako Maximus Decimus Meridius – Gladiátor - Geoffrey Rush jako Marquis de Sade – Quills – Perem markýze de Sade - Javier Bardem jako Reinaldo Arenas – Než se setmí - Michael Douglas jako profesor Grady Tripp – Skvělí chlapi | - Julia Roberts jako Erin Brockovich – Erin Brockovich - Joan Allen jako Laine Hanson – Kandidáti - Ellen Burstyn jako Sara Goldfarb – Requiem za sen - Björk jako Selma Ježková – Tanec v temnotách - Laura Linneyová jako Samantha Prescott – Na mě se můžeš spolehnout             |
| Nejlepší herec (komedie / muzikál) | Nejlepší herečka (komedie / muzikál) |
| George Clooney jako Everett McGill – Bratříčku, kde jsi? - Jim Carrey jako Grinch – Grinch - John Cusack jako Rob Gordon – Všechny moje lásky - Robert De Niro jako Jack Byrnes – Fotr je lotr - Mel Gibson jako Nick Marshall – Po čem ženy touží                                        | Renée Zellweger jako Betty Sizemore – Sestřička Betty - Juliette Binoche jako Vianne Rocher – Čokoláda - Brenda Blethyn jako Grace Treventhan – Bílá vdova - Sandra Bullock jako Gracie Hart – Slečna Drsňák - Tracey Ullman jako Frenchy –Darebáčci                                  |
| Nejlepší herec ve vedlejší roli | Nejlepší herečka ve vedlejší roli |
| Benicio del Toro jako Javier Rodríguez – Traffic – nadvláda gangů - Albert Finney jako Ed Masry – Erin Brockovich - Jeff Bridges jako Jackson Evans – Kandidáti - Willem Dafoe jako Max Schreck – Ve stínu upíra - Joaquin Phoenix jako Commodus – Gladiátor                              | Kate Hudson jako Penny Lane – Na pokraji slávy - Judi Dench jako Armande Voizin – Čokoláda - Frances McDormandová jako paní Millerová – Na pokraji slávy - Julie Waltersová jako paní Wilkinsonová – Billy Elliot - Catherine Zeta-Jones jako Helena Ayala – Traffic – nadvláda gangů |
| Nejlepší režie | Nejlepší scénář |
| Ang Lee – Tygr a drak - Ridley Scott – Gladiátor - Steven Soderbergh– Erin Brockovich - Steven Soderbergh – Traffic – nadvláda gangů - Istvan Szabo – Sluneční jas | Traffic – nadvláda gangů – Stephen Gaghan - Na pokraji slávy – Cameron Crowe - Quills – Perem markýze de Sade – Doug Wright - Skvělí chlapi – Steve Kloves - Na mě se můžeš spolehnout – Kenneth Lonergan                                                                             |
| Nejlepší filmová píseň | Nejlepší hudba |
| - „Things Have Changed“ – Bob Dylan – Skvělí chlapi - „I've Seen It All“ – Björk – Tanec v temnotách - „My Funny Friend and Me“ – Sting – Není král jako král - „One in a Million“ – Bosson – Slečna Drsňák - „When You Come Back to Me Again“ – Garth Brooks – Frekvence                 | Gladiátor – Hans Zimmer a Lisa Gerrard - Čokoláda – Rachel Portman - Tygr a drak – Tan Dun - Maléna – Ennio Morricone - Sluneční jas – Maurice Jarre |
| Nejlepší cizojazyčný film | |
| Tygr a drak (Tchaj-wan) - Amores perros – Láska je kurva (Mexiko) - Sto kroků (Itálie) - Maléna (Itálie) - Prokletí ostrova Saint Pierre (Francie) | |

### Televizní počiny
| Nejlepší televizní seriál (drama) | Nejlepší televizní seriál (komedie) |
| --- | --- |
| - Západní křídlo - Advokáti - Pohotovost - Kriminálka Las Vegas - Rodina Sopránů | - Sex ve městě - Frasier - Ally McBealová - Malcolm v nesnázích - Will a Grace |
| Nejlepší herec v seriálu (drama) | Nejlepší herečka v seriálu (drama) |
| - Martin Sheen jako Josiah Bartlet – Západní křídlo - James Gandolfini jako Tony Soprano – Rodina Sopránů - Andre Braugher jako Dr. Ben Gideon – Gideon's Crossing - Rob Lowe jako Sam Seaborn – Západní křídlo - Dylan McDermott jako Bobby Donnell – Advokáti | - Sela Ward jako Lily Manning – Druhá šance - Edie Falco jako Carmela Soprano – Rodina Sopránů - Jessica Alba jako Max Guevara – Černý anděl - Lorraine Bracco jako Jennifer Melfi – Rodina Sopránů - Amy Brenneman jako soudkyně Amy Gray – Soudkyně Amy - Sarah Michelle Gellar jako Buffy – Buffy, přemožitelka upírů |
| Nejlepší herec v seriálu (komedie / muzikál) | Nejlepší herečka v seriálu (komedie / muzikál) |
| - Kelsey Grammer jako Dr. Frasier Crane – Frasier - Frankie Muniz jako Malcolm – Malcolm v nesnázích - Eric McCormack jako Will Truman – Will a Grace - Ted Danson jako John Becker – Becker - Ray Romano jako Ray – Raymonda má každý rád                      | - Sarah Jessica Parker jako Carrie Bradshawová– Sex ve městě - Debra Messing jako Grace Adler – Will a Grace - Jane Kaczmareková jako Lois Wilkerson – Malcolm v nesnázích - Calista Flockhart jako Ally McBealová – Ally McBealová - Bette Midler jako Bette – Bette                                                    |
| Nejlepší minisérie nebo TV film | |
| Špinavá záležitost - Neodvolatelná mise - Pro lásku či pro vlast: Příběh Artura Sandovala - Norimberk - Na břehu | |
| Nejlepší herec v minisérii nebo TV filmu | Nejlepší herečka v minisérii nebo TV filmu |
| Brian Dennehy – Smrt obchodního cestujícího - Alec Baldwin – Norimberk - Brian Cox – Norimberk - Andy García – Pro lásku či pro vlast: Příběh Artura Sandovala - James Woods – Špinavá záležitost                                                               | Judi Dench – Poslední sexbomby - Holly Hunter – Harlanská válka - Christine Lahti – An American Daughter - Frances O'Connor – Madame Bovary - Rachel Ward – Na břehu - Alfre Woodard – Ulice bez lásky |
| Nejlepší vedlejší herec v seriálu, minisérii nebo TV filmu | Nejlepší vedlejší herečka v seriálu, minisérii nebo TV filmu |
| Robert Downey Jr. – Ally McBealová - Sean Hayes jako Jack MacFarland – Will a Grace - John Mahoney jako Martin Crane – Frasier - David Hyde Pierce jako Niles Crane – Frasier - Christopher Plummer – American Tragedy - Bradley Whitford – Západní křídlo      | Vanessa Redgrave – Kdyby zdi mohly mluvit 2 - Kim Cattrall – Sex ve městě - Faye Dunawayová – Milenky v akci - Allison Janney – Západní křídlo - Megan Mullally jako Karen Walker – Will a Grace - Cynthia Nixonová – Sex ve městě                                                                                       |